# Terror Serpent
Terror Serpent (auch bekannt als: Thunder of Gigantic Serpent) ist ein in Hongkong produzierter Low-Budget-Horrorfilm des Regisseurs Godfrey Ho (Pseudonym: Charles Lee) aus dem Filmjahr 1988. Der Film erschien in Deutschland im April 1988 auf Video.

## Handlung
Im Labor 707 einer Forschungsbasis in Hongkong wird die Formel K19 entwickelt, mit der man Tiere und Pflanzen um das 300- bis 1000-fache vergrößern kann. Diese Formel soll der Lösung der Ernährungsprobleme der Welt dienen. Doch kurz darauf wird das Labor von Söldnern überfallen. Deren Anführer Solomon will die Formel an sich reißen, um die Kontrolle über die Welternährung zu erlangen. Einige der Wissenschaftler unter Dr. T, dem asiatischen Wissenschaftler, der das Vergrößerungsgerät erfunden hat, versuchen mit der Formel zu fliehen, dabei kommt es zu einer wilden Verfolgungsjagd. Am Ende täuscht die letzte überlebende Wissenschaftlerin, Lin, ihren Tod vor, indem sie zuerst die Box mit der Formel und dann sich aus dem Auto wirft. Dieses zerschellt kurz darauf an einer Klippe.
Nachdem Lin im Krankenhaus bereits trotz falschen Namens von Inspektor Seth Shaw gefunden wird, erzählt sie ihm später von ihrer Verbindung zu Solomon. Fünf Jahre zuvor starben ihre Eltern und er half ihr, indem er ihr die Laborstelle versprach. Dafür sollte sie später die Formel nach ihrer Vollendung stehlen und ihm überreichen. Unterdessen ist auch der Söldner Ted Fast mit der Aufgabe befasst die Formel zu finden und dem Militär wieder zurückzugeben.
Die Ermittlungen führen sowohl Seth als auch das Militär, das für die Forschung zuständig ist, zu der Familie des kleinen Mädchens Ting-Ting. Diese hatte zuvor die vermisste Box mit der Formel entdeckt und sie aus Versehen an ihrer intelligenten Schlange Mosler getestet, die seitdem stark wächst. Als Ting-Ting versucht die Box zu entsorgen wird sie von den „Terroristen“ entdeckt, die sie bis zu ihrem Haus verfolgen. Währenddessen finden ihre Eltern Mosler und versuchen sie zu töten, das zu einem Riesenmonster herangewachsene Tier entkommt jedoch durch das offene Garagentor. Die Terroristen versuchen sie mit einer Stromfalle zu töten, doch die Stromstöße lassen sie nur noch weiter wachsen.
Darauf entführen die Terroristen Ting-Ting, was umgehend Moslers Schutzinstinkte weckt. Bei der Suche nach ihrer menschlichen Freundin zerstört sie in ihrer Wut jedoch einen Staudamm samt Brücke. Der Notstand wird ausgerufen und die Stadt evakuiert. Währenddessen erwischt Ted Fast Solomons Handlanger Jackson und erfährt von ihm, wo sich Solomons rechte Hand Billy mit seiner Geisel Ting-Ting aufhält. Sofort wird Seth aktiv und fährt zu dessen Aufenthaltsort im Starlight Hotel. Doch Mosler ist bereits dort und greift das Gebäude an, welches daraufhin von Kampfflugzeugen beschossen wird. Seth gelingt es Billy zu besiegen und Ting-Ting zu befreien, Mosler stirbt zum Entsetzen des Mädchens jedoch durch einen Kamikazeeinsatz eines der Kampfjets. In einem letzten Showdown zwischen Solomon und Ted besiegt dieser den Anführer der Terroristen.

## Trivia
- Der Film wurde 1987 von Godfrey Ho im Cut-and-Paste-Verfahren gedreht, d. h. der größte Teil des Filmes besteht aus Aufnahmen aus einem anderen bereits vorhandenen Film, und wurde durch eine neue Synchronisation im Sinn verändert und durch neu gedrehte Szenen erweitert
- Film A, aus dem die Originalaufnahmen stammen, ist King of Snake (大蛇王, kantonesisch Daai se wong) von 1982

## Kritik
„Naiver Horrorfilm; tricktechnisch einfallslos, haarsträubend konstruiert und angereichert mit unnötigen Brutalitäten.“

„Terror Serpent von Godfrey Ho ist Sci-Fi-Tiertrash made in Hongkong. Alle Effekte und die Riesenschlange sind von der übelsten Sorte, die Schauspieler sind alles andere als gut, die deutsche Synchro super mies und die Handlung zum Wegrennen. Als Resultat erhält man einen unfreiwillig komischen Film, wenn man über solche Effekte lachen kann. Dieser Film ist eigentlich nur was für eingefleischte Trashfans.“